# Anja Thiemann
Anja Thiemann (* 23. Mai 1986 in Berlin) ist eine deutsche Schauspielerin.

## Werdegang
Anja Thiemann absolvierte die Schauspielausbildung von 2008 bis 2012 an der Otto-Falckenberg-Schule in München.
Vor dem Studium spielte sie in der Sat.1-Telenovela Verliebt in Berlin die Rolle der Theresa Maria Funke, in dem mit „Prädikat wertvoll“ ausgezeichneten HFF München Abschlussfilm „In der Ferne das Meer“ und nahm 2007 an dem Filmschauspielworkshop der Filmakademie Baden-Württemberg teil.
Ihr erstes Theaterengagement absolvierte Anja Thiemann am Theater Erlangen. Sie spielte dort u. a. in der Bühnenfassung des Process von Franz Kafka das Fräulein Bürstner, in Genannt Gospodin von Philipp Löhle und der Bühnenfassung des Orlando von Virginia Woolf. 
Der Kinokurzfilm Die Brunnenfrau, in dem sie neben dem Schauspieler Jochen Nickel die weibliche Hauptrolle spielt, wurde 2014 auf den Biberacher Filmfestspielen mit dem Kurzfilmbiber ausgezeichnet und erhielt auf dem Kinofest Lünen den Publikumspreis Erste Hilfe. Sie hatte Gastrollen in den Fernsehserien Notruf Hafenkante, Verliebt in Berlin, In aller Freundschaft – Die jungen Ärzte und SOKO Leipzig sowie WaPo Bodensee.
Als Moderatorin und Redakteurin wirkte sie beim internationalen Berliner Radiosender multicult.fm mit und ist seit 2018 auch als Synchronsprecherin tätig (u. a. als Shelly im Kinofilm Ladybird von Greta Gerwig).